# Rote Säule
La Rote Säule ou Rote Saile est une montagne qui s’élève à 2 820 m d’altitude dans les Hohe Tauern, en Autriche.
Son sommet est accessible à partir de Prägraten par le refuge de la Sajathütte et à partir de là par une voie d'escalade via le Saukopf ou par une via ferrata installée en 1986.